# غريس بوتير
غريس بوتير (بالإنجليزية: Grace Potter)‏ هي ملحنة وكاتبة غنائية أمريكية، ولدت في 20 يونيو 1983 في ويتفيلد في الولايات المتحدة.

## وصلات خارجية
- الموقع الرسمي
- غريس بوتير على موقع IMDb (الإنجليزية)
- غريس بوتير على موقع ميوزك برينز (الإنجليزية)
- غريس بوتير على موقع رولينغ ستون (الإنجليزية)
- غريس بوتير على موقع أول ميوزيك (الإنجليزية)
- غريس بوتير على موقع ديسكوغز (الإنجليزية)
- غريس بوتير على موقع قاعدة بيانات الفيلم (الإنجليزية)